# Copa Catalunya de futbol masculina 2005-2006
La Copa Catalunya de futbol masculina 2005-2006 fou la 17a edició de la Copa Catalunya.

## Semifinals
| 15 novembre 2005 | FC Barcelona                                                | 6 - 0 | Club Gimnàstic de Tarragona | Girona                                                               |  |
|                  | Deco 20' · Larsson 33' 60' · Maxi López 44' 54' · Verdú 77' | [ 1 ] |                             | Estadi Municipal de Montilivi · 2.000 espectadors · Téllez Sánchez · |  |

| 15 novembre 2005 | RCD Espanyol de Barcelona                           | 4 - 1 | UE Lleida | Girona                                                                  |  |
|                  | Jonathan Soriano 5' 20' · Jofre 16' · Velamazán 70' | [ 2 ] | Unai 68'  | Estadi Municipal de Montilivi · 2.000 espectadors · Álvarez Izquierdo · |  |

## Final
| RCD Espanyol de Barcelona | 1 - 0 | FC Barcelona |
| ------------------------- | ----- | ------------ |
| Corominas 39'             | [ 3 ] |              |

| Espanyol de Barcelona | Barcelona |

| GK               | 1  | Gorka Iraizoz      |           |     |
|                  | 5  | Sergio Sánchez     |           | 54' |
|                  | 4  | Jesús María Lacruz |           |     |
|                  | 19 | Marc Torrejón      |           |     |
|                  | 30 | Javier Chica       |           |     |
|                  | 16 | Jonatas Domingos   |           | 70' |
|                  | 22 | Moisés Hurtado     | Amonestat |     |
|                  | 18 | Francisco Rufete   |           | 82' |
|                  | 11 | Albert Riera       | Amonestat |     |
|                  | 20 | Ferran Corominas   |           |     |
|                  | 10 | Luis García        | Amonestat | 88' |
| Substitutes:     |    |                    |           |     |
|                  | 2  | Armando Sá         |           | 82' |
|                  | 12 | Juan Velasco       |           | 54' |
|                  | 14 | Ito Álvarez        | , 86'     | 70' |
|                  | 15 | Fredson Camara     |           | 88' |
| Manager:         |    |                    |           |     |
| Ernesto Valverde |    |                    |           |     |

| GK             | 25 | Albert Jorquera   |           |     |
|                | 2  | Juliano Belletti  | Amonestat |     |
|                | 5  | Jesús Olmo        |           |     |
|                | 23 | Oleguer Presas    |           |     |
|                | 16 | Sylvinho Mendes   |           |     |
|                | 3  | Thiago Motta      |           |     |
|                | 14 | Marc Crosas       |           | 63' |
|                | 15 | Lluís Sastre      |           | 45' |
|                | 8  | Ludovic Giuly     |           |     |
|                | 18 | Santiago Ezquerro |           |     |
|                | 22 | Javier Saviola    |           |     |
| Substitutes:   |    |                   |           |     |
|                | 6  | Jeffrén Suárez    |           | 63' |
|                | 7  | Dimas Delgado     |           | 45' |
| Manager:       |    |                   |           |     |
| Frank Rijkaard |    |                   |           |     |